# Pigtjärnen, Ångermanland
Pigtjärnen är en sjö i Örnsköldsviks kommun i Ångermanland och ingår i Nätraåns huvudavrinningsområde. Sjön har en area på 0,066 kvadratkilometer och ligger 318,2 meter över havet.

## Delavrinningsområde
Pigtjärnen ingår i det delavrinningsområde (702382-160326) som SMHI kallar för Inloppet i Degersjön. Medelhöjden är 289 meter över havet och ytan är 15,88 kvadratkilometer. Räknas de 10 avrinningsområdena uppströms in blir den ackumulerade arean 58,64 kvadratkilometer. Sörån som avvattnar avrinningsområdet har biflödesordning 2, vilket innebär att vattnet flödar genom totalt 2 vattendrag innan det når havet efter 58 kilometer. Avrinningsområdet består mestadels av skog (81 procent). Avrinningsområdet har 0,14 kvadratkilometer vattenytor vilket ger det en sjöprocent på 0,8 procent.